# Brayan Velásquez
Brayan Velasquez Garcia (sinh ngày 8 tháng 5 năm 1996) là một cầu thủ bóng đá người Honduras, thi đấu cho Club Deportivo Olimpia. Velasquez đại diện Honduras ở cấp đội U-17.

## Sự nghiệp quốc tế
Năm 2013, Velasquez đại diện Honduras tại Giải vô địch bóng đá U-17 thế giới nơi anh thi đấu tất cả các trận. Honduras chỉ vào được bán kết. Velasquez có 2 bàn thắng và 1 pha kiến tạo.